# Elmira, New York
Elmira là một thành phố trong quận Chemung, tiểu bang New York, Mỹ. Đây là thành phố chính của khu vực thống kê đô thị Elmira, New York, trong đó bao gồm quận Chemung, New York. Dân số thành phố là 29.200 người, theo kết quả cuộc điều tra dân số 2010. Nó là quận lỵ quận Chemung.
Thành phố Elmira nằm ở phần phía nam trung bộ của quận, bao quanh ba mặt của thị trấn Elmira. Đó là trong Tier phía Nam của New York phía bắc khoảng cách ngắn ranh giới tiểu bang Pennsylvania.